# Championnat de Hong Kong de football 1955-1956
Navigation
Saison précédente Saison suivante
La saison 1955-1956 du Championnat de Hong Kong de football est la onzième édition de la première division à Hong Kong, la First Division League. Elle regroupe, sous forme d'une poule unique, les treize meilleures équipes du pays qui se rencontrent deux fois, à domicile et à l'extérieur. Il n'y a ni promotion, ni relégation en fin de saison.
C'est le club d'Eastern AA qui remporte le championnat cette saison après avoir terminé en tête du classement final, avec un seul point d'avance sur le tenant du titre, South China AA et cinq sur un duo composé de Kowloon Motor Bus FC et de Sing Tao SC. C'est le tout premier titre de champion de Hong Kong de l'histoire du club.

## Clubs participants
- Kitchee SC
- Kowloon Motor Bus FC
- Chinese AA
- South China AA
- Eastern AA
- Saint Joseph's FC
- Sing Tao SC
- Hong Kong FC
- Kwong Wah AA
- Army XI
- Royal Air Force FC
- Hong Kong Police FC
- Royal Navy FC

## Compétition
Le barème de points servant à établir les classements se décompose ainsi :
- Victoire : 2 points
- Match nul : 1 point
- Défaite : 0 point

### Classement
| Rang | Équipe               | Pts | J  | G  | N | P  | Bp  | Bc  | Diff |
| ---- | -------------------- | --- | -- | -- | - | -- | --- | --- | ---- |
| 1    | Eastern AA           | 42  | 24 | 21 | 0 | 3  | 87  | 38  | +49  |
| 2    | South China AAT      | 41  | 24 | 20 | 1 | 3  | 147 | 41  | +106 |
| 3    | Kowloon Motor Bus FC | 37  | 24 | 17 | 3 | 4  | 107 | 37  | +70  |
| 4    | Sing Tao SC          | 37  | 24 | 17 | 3 | 4  | 85  | 44  | +41  |
| 5    | Kitchee SC           | 32  | 24 | 15 | 2 | 7  | 81  | 44  | +37  |
| 6    | Army XI              | 26  | 24 | 11 | 4 | 9  | 63  | 47  | +16  |
| 7    | Chinese AA           | 22  | 24 | 10 | 2 | 12 | 70  | 69  | +1   |
| 8    | Royal Air Force FC   | 22  | 24 | 10 | 2 | 12 | 56  | 61  | -5   |
| 9    | Kwong Wah AA         | 18  | 24 | 7  | 4 | 13 | 54  | 66  | -12  |
| 10   | Royal Navy FC        | 14  | 24 | 6  | 2 | 16 | 59  | 119 | -60  |
| 11   | Saint Joseph's FC    | 10  | 24 | 5  | 0 | 19 | 36  | 122 | -86  |
| 12   | Hong Kong Police FC  | 10  | 24 | 4  | 2 | 18 | 46  | 91  | -45  |
| 13   | Hong Kong FC         | 1   | 24 | 0  | 1 | 23 | 21  | 133 | -112 |

|  | Champion de Hong Kong 1956 |
|  | T : Tenant du titre        |

## Bilan de la saison
| Championnat de Hong Kong de football 1955-1956 |                        |
| Champion                                       | Eastern AA (1er titre) |
| Coupes et trophées                             |                        |
| Vainqueur de la Coupe de Hong Kong 1955-1956   | Non disputée           |
| Promotions et relégations                      |                        |
| Promus en First Division League                | Aucun                  |
| Relégués en Second Division League             | Aucun                  |